# Episodi di Crossing Jordan (terza stagione)
La terza stagione della serie televisiva Crossing Jordan è stata trasmessa in prima visione negli Stati Uniti d'America da NBC nel 2004.
La stagione è stata trasmessa in prima visione in lingua italiana in Svizzera dal 12 ottobre 2004 da TSI 1 (prima TV ep. 1-5), con il titolo Jordan; in Italia è stata trasmessa in prima visione satellitare dal 7 settembre al 19 ottobre 2005 da Fox Life (prima TV ep. 6-13) ed in chiaro da LA7.
| nº | Titolo originale                                                   | Titolo italiano              | Prima TV USA   | Prima TV in italiano |
| -- | ------------------------------------------------------------------ | ---------------------------- | -------------- | -------------------- |
| 1  | Devil May Care                                                     | Omicidio diabolico           | 7 marzo 2004   | 12 ottobre 2004      |
| 2  | Slam Dunk                                                          | Slam Dunk                    | 12 marzo 2004  | 19 ottobre 2004      |
| 3  | Til Death Do Us Part                                               | Finché morte non ci separi   | 14 marzo 2004  | 26 ottobre 2004      |
| 4  | Is That Plutonium in Your Pocket, or Are You Just Happy to See Me? | Cadavere al plutonio         | 19 marzo 2004  | 7 dicembre 2004      |
| 5  | Dead or Alive                                                      | Vivo o morto                 | 21 marzo 2004  | 14 dicembre 2004     |
| 6  | Second Chances                                                     | Seconda opportunità          | 28 marzo 2004  | 21 settembre 2005    |
| 7  | Missing Pieces                                                     | Parti mancanti               | 4 aprile 2004  | 28 settembre 2005    |
| 8  | Most Likely                                                        | Probabilmente                | 18 aprile 2004 | 28 settembre 2005    |
| 9  | All the News Fit to Print                                          | Notizie pronte per la stampa | 25 aprile 2004 | 5 ottobre 2005       |
| 10 | Revealed                                                           | Svelato                      | 9 maggio 2004  | 5 ottobre 2005       |
| 11 | He Said, She Said                                                  | Amori particolari            | 16 maggio 2004 | 12 ottobre 2005      |
| 12 | Dead in the Water                                                  | Omicidio nell'oceano         | 23 maggio 2004 | 12 ottobre 2005      |
| 13 | Oh, Brother Where Art Thou?                                        | Fratello dove sei?           | 6 giugno 2004  | 19 ottobre 2005      |